# Брянцевский сельсовет (Дмитровский район)
Бря́нцевский сельсове́т — упразднённая административно-территориальная единица, входившая в состав Дмитровского уезда Орловской губернии, а затем — Дмитровского района Центрально-Чернозёмной области.
Административным центром было село Брянцево.

## История
Образован в первые годы советской власти в составе Круглинской волости Дмитровского уезда Орловской губернии. С 1928 года в составе Дмитровского района. Упразднён в первой половине 1930-х годов путём присоединения к Малобобровскому сельсовету. 

## Населённые пункты
По состоянию на 1926 год в состав сельсовета входило 7 населённых пунктов:
| № | Населённый пункт | Тип населённого пункта |
| - | ---------------- | ---------------------- |
| 1 | Брянцево         | село, администр. центр |
| 2 | Бессарабский     | посёлок                |
| 3 | Ивановский       | посёлок                |
| 4 | Карчевка         | посёлок                |
| 5 | Михеевский       | посёлок                |
| 6 | Сапуново         | хутор                  |
| 7 | Яковлевский      | посёлок                |